# 모리야스 히로후미
모리야스 히로후미(일본어: 森安 洋文, 1985년 4월 23일 ~ )는 일본의 전 축구 선수이다.

## 구단 경력
과거 FC 기후에서 활동하였다.